# Inkwizycja rzymska w Księstwie Sabaudii-Piemontu
Inkwizycja rzymska w Księstwie Sabaudii-Piemontu – struktury inkwizycji rzymskiej, czyli kierowanej przez utworzoną w 1542 rzymską Kongregację Świętego Oficjum instytucji powołanej do zwalczania herezji, funkcjonujące na ziemiach podległych dynastii sabaudzkiej od XVI do końca XVIII wieku.

## Historia

### Inkwizycja papieska w średniowiecznym Piemoncie
Sądy inkwizycyjne były obecne w Piemoncie najpóźniej od końca XIII wieku. Na podstawie rozporządzenia papieża Benedykta XI z 1304 nominacji inkwizytorskich w Piemoncie dokonywał dominikański prowincjał Lombardii Górnej. W XIV i XV wieku dominikańscy inkwizytorzy przeprowadzili w dolinach piemonckich liczne procesy przeciwko żyjącym w tych rejonach grupom waldensów, którzy jednak przetrwali pomimo tych represji, a nawet byli zdolni do działań odwetowych. Kilku inkwizytorów poniosło śmierć z ich ręki. W rezultacie, w drugiej połowie XV wieku inkwizytorzy niechętnie angażowali się w represje przeciwko waldensom, natomiast bardzo aktywnie uczestniczyli w procesach o czary, które właśnie wtedy upowszechniły się w regionach alpejskich.
W latach 20. XVI wieku w Europie zaczęły się szerzyć idee Marcina Lutra i innych reformatorów. Kościół we Włoszech początkowo zlekceważył zagrożenie ze strony tych idei. Jednym z pierwszych, który docenił skalę tego zagrożenia, był dominikański inkwizytor Turynu Girolamo Rachia da Chieri, który namówił księcia Sabaudii Karola III do wydania zakazu sprowadzania pism Lutra i Bucera. W 1527 papież Klemens VII mianował franciszkanina Tommaso Illirico inkwizytorem generalnym wszystkich ziem podległych dynastii sabaudzkiej, jednak nominacja ta nie naruszyła struktur inkwizycji dominikańskiej i ostatecznie nie odegrała większej roli.
W 1532 na synodzie w Chanforan waldensi z Piemontu zdecydowali o przyłączeniu się do szwajcarskiego ruchu reformacyjnego.
W 1536 księstwo sabaudzkie zostało najechane i zajęte przez Francję, która okupowała je przez następne 23 lata. W 1539 Francuzi, na wzór własnych rozwiązań, utworzyli parlament w Turynie, jako najwyższy lokalny organ władzy sądowniczej z jurysdykcją także nad sprawami wiary. Sąd parlamentarny podjął intensywne działania przeciw waldensom i hugenotom w latach 50. XVI wieku, gdy doszło nawet do kilku egzekucji. Dominikańscy inkwizytorzy Turynu i Savigliano blisko współpracowali z turyńskim parlamentem w tych represjach, ale sami odgrywali w nich drugorzędną rolę.
W międzyczasie, w 1542 papież Paweł III utworzył w Rzymie Kongregację Świętego Oficjum, która miała pełnić rolę najwyższego trybunału inkwizycyjnego we Włoszech i stopniowo starała się podporządkować sobie lokalne trybunały. W 1551 Kongregacja mianowała na ziemiach pozostających pod kontrolą księcia Karola III swoich komisarzy, który rezydowali w Mondovì. Zostali nimi dominikanin Vincenzo da Castelnuovo, archidiakon Mondovì Costantino Vasco i wikariusz generalny diecezji Mondovì Bartolomeo Grassi.

### Inkwizycja rzymska
W 1559 na mocy traktatu w Cateau-Cambrésis syn Karola III, Emanuel Filibert, odzyskał z rąk Francuzów całe księstwo Sabaudii i Piemontu. Parlament w Turynie uległ rozwiązaniu, a na mocy porozumienia księcia z papieżem Piusem IV ostatecznie zorganizowano w Sabaudii-Piemoncie struktury inkwizycyjne podległe Kongregacji Świętego Oficjum. W 1560 papież utworzył w Turynie stałą nuncjaturę apostolską, a wielkiego inkwizytora i przewodniczącego Kongregacji Świętego Oficjum, kardynała Michele Ghislieriego, mianował biskupem Mondovì (w 1561 przeprowadził on wizytację swojej diecezji) oraz superintendentem do spraw wiary w Piemoncie. Zgodnie z ustaleniami, inkwizytorzy mogli prowadzić swą działalność pod kierownictwem Kongregacji, w porozumieniu z nuncjuszem apostolskim, który zarazem miał być łącznikiem między inkwizytorami a Kongregacją. Ten model funkcjonowania przetrwał do XVIII wieku.
Niezwłocznie po odzyskaniu księstwa Emanuel Filibert wznowił represje przeciwko waldensom i zorganizował ekspedycję zbrojną przeciwko ich siedzibom w Alpach. Pacyfikacja skupisk waldensów w dolinach przebiegła sprawnie, jednak większość waldensów umknęła pogromowi i schroniła się w górach, w trudno dostępnych rejonach. Wobec ostatecznego niepowodzenia tej operacji, książę zdecydował się na zawarcie ugody z waldensami. Podpisana 5 czerwca 1561 ugoda z Cavour zagwarantowała waldensom swobodę sumienia i wolność kultu w kilku górskich okręgach, jednak z zakazem osiedlania się w dolinach. Papież Pius IV skrytykował tę ugodę, ale musiał uznać fakt dokonany.
Skąpo zachowana dokumentacja wskazuje, że po 1560 główną rolę w zwalczaniu herezji w domenach książąt sabaudzkich odgrywały sądy biskupie oraz nuncjusz apostolski w Turynie, szczególnie w okresie, gdy funkcję tę pełnił biskup Mondovì Vincenzo Lauro (1568–1573 i 1580–1585), natomiast inkwizytorzy dominikańscy odgrywali rolę drugorzędną i pomocniczą. Również władze księstwa przeciwne były wzmacnianiu pozycji inkwizytorów. Spora część księstwa wyłączona była spod jurysdykcji inkwizytorów.
W 1655 regentka księstwa Sabaudii, Krystyna Maria Burbon, ponowiła próbę zmuszenia wszystkich waldensów do konwersji na katolicyzm. Wobec odmowy zdecydowanej większości z nich wojska sabaudzkie dokonały masakry waldensów (tzw. Wielkanoc piemoncka), która odbiła się głośnym echem w Europie. Pod presją państw protestanckich regentka musiała się jednak wycofać z represji i powrócić do warunków ugody z Cavour. Do polityki represji powrócił w 1686 książę Wiktor Amadeusz II (pan. 1675–1730), pod presją swego sojusznika, króla Francji Ludwika XIV. Zerwanie sojuszu francusko-sabaudzkiego w 1689 skłoniło jednak księcia do zmiany tej polityki, a w 1694 formalnie odwołano antywaldeński edykt z 1686.
Panowanie Wiktora Amadeusza II przyniosło ważne zmiany w funkcjonowaniu inkwizycji w Sabaudii i Piemoncie. Władca ten, w ramach szerszego sporu ze Stolicą Apostolską o prawo wpływania na nominacje kościelne w swym państwie, począwszy od 1698 wetował nominacje inkwizytorskie dokonywane przez Kongregację Świętego Oficjum. Nominaci na stanowiska inkwizytorów Saluzzo (w 1698), Turynu (w 1708) i Alessandrii (w 1709) niezwłocznie po przybyciu otrzymali nakazy opuszczenia terytorium księstwa w ciągu 24 godzin. W ten sposób Wiktor Amadeusz II doprowadził stopniowo do trwałych wakatów na stanowiskach inkwizytorów większości sabaudzkich trybunałów (Saluzzo i Asti w 1698, Turyn w 1708, Alessandria w 1709, Vercelli w 1712, Casale Monferrato w 1713, Mondovì w 1716). Nie oznaczało to likwidacji tych trybunałów, ale obniżyło ich rangę, gdyż były kierowane jedynie przez wikariuszy, a nie pełnoprawnych inkwizytorów. W rezultacie na początku XVIII wieku w Sabaudii zauważalny jest wzrost aktywności sądów świeckich w dziedzinach do tej pory zdominowanych przez inkwizycję, jak np. procesy o czary. Sytuacja taka utrzymała się już do końca istnienia inkwizycji w tym kraju. Jedynymi trybunałami kierowanymi przez pełnoprawnych inkwizytorów pozostały trybunały w Novarze i Tortonie, jednak ich okręgi przyłączone zostały do Sabaudii dopiero w 1738, po śmierci Wiktora Amadeusza II.
W 1713 w wyniku udziału w wojnie o sukcesję hiszpańską Wiktor Amadeusz II otrzymał  Sycylię i przyjął tytuł królewski. W 1720 wymienił z Austrią Sycylię na Sardynię i od tej pory Księstwo Sabaudii-Piemontu znane było jako Królestwo Sardynii, co zostało formalnie usankcjonowane w 1743. Stolica Apostolska początkowo odmawiała uznania tytułu królewskiego Wiktora Amadeusza II, jednak ostatecznie uczyniła to po podpisaniu konkordatu w 1727. Zgodnie z poczynionymi przy tej okazji ustaleniami, od 1728 w trybunałach inkwizycyjnych w Piemoncie zasiadać mieli świeccy urzędnicy, a nadto inkwizycja nie mogła nikogo aresztować bez uprzedniej zgody władz. W 1753 zlikwidowana została nuncjatura apostolska w Turynie.
Trybunały inkwizycyjne w Piemoncie (Saluzzo, Asti, Turyn, Novara, Casale, Mondovì, Alessandria, Vercelli i Tortona), w części kierowane jedynie przez wikariuszy, zostały zniesione w dniu 28 stycznia 1799 przez marionetkowy rząd tymczasowy, utworzony przez wojska francuskie po zajęciu regionu kilka tygodni wcześniej. Niedługo potem jednak, w maju 1799, Francuzi zostali wyparci z Piemontu przez Austriaków i Rosjan, którzy przywrócili władzę króla Karola Emanuela IV. 28 lipca 1799 rząd monarchiczny wydał dekret o przywróceniu inkwizycji. Restauracja monarchii trwała jednak krótko. Niespełna rok później Francuzi ponownie zajęli Piemont i utworzona przez nich Rada Piemontu (Consulta del Piemonte) dekretem z dnia 23 lipca 1800 definitywnie zlikwidowała miejscowe trybunały.

## Trybunały inkwizycyjne
Około 1560 w księstwie Sabaudii-Piemontu działało pięć trybunałów inkwizycyjnych z siedzibami w Turynie, Savigliano, Vercelli, Asti i Annecy. W 1563 utworzono trybunał w Ivrei, ale po trzech latach go zlikwidowano, a jego okręg podporządkowano inkwizytorom Vercelli. Z kolei trybunał Annecy istniał tylko teoretycznie. Lokalne elity były przeciwne inkwizycji i mianowany w 1566 inkwizytor Francesco Papardo nie miał realnych możliwości wykonywania swej funkcji. Ostatni inkwizytor Annecy, Bernardino Chapert, zrezygnował w 1618. Z drugiej strony, zajęcie  markizatu Saluzzo (1588, potwierdzone w 1601) spowodowało, że w granicach Sabaudii znalazł się też trybunał w Saluzzo. Trybunał w Savigliano został rozwiązany w 1571 i dla części jego okręgu utworzono trybunał z siedzibą w Mondovì.
W XVII wieku w Księstwie Sabaudii-Piemontu działało zatem pięć trybunałów inkwizycyjnych:
- Trybunał w Turynie, z jurysdykcją nad diecezjami Turynu i Fossano, okręgiem Sospello w diecezji Ventimiglia oraz opactwami terytorialnymi San Benigno Canavese, Caramagna Piemonte, Rivalta di Torino, Susa oraz Chiusa di San Michele[18],
- Trybunał w Vercelli, z jurysdykcją nad diecezjami Vercelli i Ivrei[19],
- Trybunał w Mondovì, z jurysdykcją nad diecezją Mondovì,
- Trybunał w Asti, z jurysdykcją nad diecezją Asti,
- Trybunał w Saluzzo, z jurysdykcją nad diecezją Saluzzo.

Znaczne obszary księstwa nie były objęte jurysdykcją inkwizycji; nie podlegały jej diecezja nicejska, opactwo terytorialne Pinerolo oraz archidiecezja Tarentaise wraz z sufraganiami (Genewa-Annecy, Maurienne i Aosta). Diecezja Aosty od 1572 była podporządkowana trybunałowi w Vercelli, jednak wskutek protestów lokalnych elit (w tym miejscowego biskupa) w 1620 wyłączono ją spod jurysdykcji inkwizycji.
Wskutek zdobyczy terytorialnych w pierwszej połowie XVIII wieku do powyższej listy doszły jeszcze trybunały w Alessandrii (1707), Casale Monferrato (1708) oraz Tortonie i Novarze (1738).